# 周海滨
周海滨（1985年7月19日—），出生於辽宁省大连市，是中国足球运动员，司职中场，是中国国家队成员，他曾经自由转会加盟荷兰联赛PSV埃因霍温，被称为“中国博斯曼”。现已退役。

## 职业生涯

### 青年队
1999年从大连来到鲁能足校，是鲁能足校首批球员。

### 俱乐部
2003年进入山东鲁能泰山一线队，并在甲A赛场上崭露头角，很快便打进了自己的第一个顶级联赛入球。
2004年起，因中场长传调度和远射能力逐渐占据主力中场位置，起初多出现在边前卫位置上，后来固定担任防守型中场，帮助球队夺得多个冠军头衔（中超、足协杯、中超杯）。
2009年2月初，媒体报道周海滨正式通知山东鲁能已经以“自由人”球员身份与荷兰联赛球队PSV埃因霍温签约，2月6日周海滨召开新闻发布会证实转会。由于其完全没有征兆的自由转会性质，以及国脚的身份，所以普遍被媒体称为“中国博斯曼”。2月10日，PSV埃因霍温官方召开新闻发布会，周海滨正式加盟。但周海滨在埃因霍温却只能参加预备队的比赛，没有在正式比赛中出场。12月28日，埃因霍温官方宣布，周海滨正式离队，结束其在埃因霍温十个月的留洋生涯。
2010年1月10日，周海滨正式和山东鲁能签约，回归鲁能队。重回鲁能的周海滨得到了时任主帅布兰科·伊万科维奇的信任，在亚冠和中超的比赛中以主力出场，并成为球队角球任意球发球手，在2010年5月22日主场对阵长春亚泰的比赛中，周海滨攻入了重返球队后的首个入球。
2013年7月17日，山东鲁能宣布周海滨租借至天津泰达，为期半年。2014年初，正式转会天津泰达。
2017年1月8日，山东鲁能泰山通过微博官宣周海滨从即日起永久转会至山东鲁能泰山足球俱乐部。
2020年6月6日，周海滨宣布退役。

## 国家队
- 2003年进入国家队，当年他取得在国家队的首个进球。
- 2005年荷兰世青赛的比赛中周海滨是球队主力并打进一球。
- 2006年多哈亚运会上，周海滨4场比赛进3球的表现确立了他在国奥队的中场位置。
- 2008年以中国国奥队主力的身份参加了北京奥运会。

### 国家队进球
- 仅列出国际A级比赛进球

| 时间          | 地点  | 对手   | 比分 | 赛事                 | 进球(累计) |
| ------------- | ----- | ------ | ---- | -------------------- | ---------- |
| 2004年6月1日  | 天 津 | 匈牙利 | 2-1  | 友谊赛               | 1( 1)      |
| 2008年2月17日 | 重 庆 |        | 2-3  | 2008年東亞足球錦標賽 | 1( 2)      |
| 2008年6月14日 | 天 津 | 伊拉克 | 1-2  | 2010年世界杯预选赛   | 1( 3)      |

## 荣誉

### 山东鲁能泰山
- 中国足球超级联赛冠军：2006、2008、2010
- 中国足协杯冠军：2004，2006
- 中国超級联賽杯冠军：2004